# パイヤンネ (小惑星)
パイヤンネ (1535 Päijänne) は、小惑星帯に位置する小惑星。フィンランド南西部の都市トゥルクで、ユルィヨ・バイサラによって発見された。
フィンランドの南部に位置するパイエンネ湖 (en:Lake Päijänne) に因んで命名された。